# Далеко је Аустралија
Далеко је Аустралија је југословенски филм из 1969. године. Режирала га је Соја Јовановић, а сценарио је писала Бојана Андрић.

## Улоге
| Глумац                  | Улога  |
| ----------------------- | ------ |
| Јелисавета Саблић       | Деса   |
| Мирјана Вукојичић       | Ранка  |
| Божидар Павићевић Лонга | Митар  |
| Драгомир Чумић          | Тоша   |
| Драгутин Добричанин     | Деда   |
| Павле Јовановић         | Мишко  |
| Оливера Марковић        | Олга   |
| Слободан Перовић        | Никола |